# Księży Dwór (Działdowo)
Księży Dwór (deutsch Niederhof) ist ein Dorf in der polnischen Woiwodschaft Ermland-Masuren. Es gehört zur Gmina Działdowo (Landgemeinde Soldau) im Powiat Działdowski (Kreis Soldau).

## Geographische Lage
Księży Dwór liegt im Südwesten der Woiwodschaft Ermland-Masuren, 25 Kilometer südwestlich der früheren Kreisstadt Neidenburg (polnisch Nidzica) bzw. zwei Kilometer südlich der heutigen Kreismetropole Działdowo (deutsch Soldau i. Ostpr.).

## Geschichte
Der Hof zu Soldau, nach 1400 Der niedere Hof und nach 1537 Niederhof genannte Gutsort wurde vor 1400 gegründet. Am 28. Mai 1874 wurde Niederhof ein Amtsdorf und damit namensgebend für einen Amtsbezirk, der zum Kreis Neidenburg im Regierungsbezirk Königsberg (1905 bis 1945: Regierungsbezirk Allenstein) in der preußischen Provinz Ostpreußen gehörte. Am 23. April 1884 wurde das Schloss Soldau aus dem Gutsbezirk Niederhof in die Stadt Soldau umgegliedert. Am 11. Dezember 1884 wurde der Nachbargutsbezirk Pruschinowo (polnisch Prusinowo) in den Gutsbezirk Niederhof eingegliedert. Im Jahre 1910 zählte der Gutsbezirk Niederhof mit Pruschinowo 356 Einwohner. Im Jahre 1855 kaufte Bernhard Franckenstein (1824–1883) das Rittergut Niederhof, das bis zum Jahre 1945 in drei Generationen im Besitz der Familie Franckenstein blieb.
Der Amtsbezirk Niederhof lag im „Soldauer Gebiet“. Gemäß Versailler Vertrag von 1919 mussten alle dazugehörigen Orte an Polen abgetreten werden. Das erfolgte am 10. Januar 1920. Niederhof erhielt die polnische Namensform „Księży Dwór“. Die Einwohnerzahl belief sich 1931 auf 444. Am 1. August 1934 kam das Dorf zur neugebildeten Landgemeinde Dzialdowo. Diese trat am 26. Oktober 1939 jedoch zum Deutschen Reich, aus „Księży Dwór“ wurde wieder „Niederhof“, das am 1. April 1940 in den Amtsbezirk Kyschienen (polnisch Kisiny) eingegliedert und am 24. April 1940 wieder zum Kreis Neidenburg rückgegliedert wurde.
Doch nicht für lange Zeit; denn 1945 wurde in Kriegsfolge das gesamte südliche Ostpreußen an Polen überstellt. Niederhof heißt nun wieder „Księży Dwór“ und ist heute mit dem Sitz eines Schulzenamts (polnisch Sołectwo) eine Ortschaft im Verbund der Gmina Działdowo (Landgemeinde Soldau) im Powiat Działdowski (Kreis Soldau), bis 1998 der Woiwodschaft Ciechanów, seither der Woiwodschaft Ermland-Masuren zugehörig. Im Jahre 2011 zählte Księży Dwór 831 Einwohner.

## Kirche
Vor 1945 war Niederhof kirchlich nach Soldau orientiert: zur evangelischen Pfarrkirche in der Kirchenprovinz Ostpreußen der Kirche der Altpreußischen Union bzw. (ab 1920) in der Unierten Evangelische Kirche in Polen und außerdem zur dortigen römisch-katholischen St.-Adalbert-Kirche.
Heute gehört Księży Dwór zur evangelischen Erlöserkirche in Działdowo in der Diözese Masuren der Evangelisch-Augsburgischen Kirche in Polen sowie zur katholischen Kreuzerhöhungskirche in Działdowo im Bistum Toruń (Thorn).

## Verkehr
Księży Dwór liegt unmittelbar an der Stadtgrenze von Działdowo, von wo aus eine Nebenstraße über Gnojno in die Woiwodschaft Masowien bis nach Łążek führt. Eine vom Nachbarort Kurki (Kurkau) kommende Straße endet innerorts.
Der nächste Bahnhof befindet sich in der Stadt Działdowo, von wo aus Bahnverbindung nach Danzig, Warschau und nach Olsztyn (Allenstein) besteht.